# Pont du Cinquantenaire
Pour les articles homonymes, voir Cinquantenaire.
Le pont du Cinquantenaire, ou pont Lwange aussi écrit pont Loange, est un pont routier, faisant partie de la route nationale 1 traversant la rivière Lwange, reliant la province du Bandundu à celle du Kasaï-Occidental en République démocratique du Congo
Il est construit durant 18 mois jusqu’en septembre 2010 par la société Sinohydro pour un coût de 36 millions de dollars USD, financé par la Banque mondiale et le gouvernement congolais. Il est composé entièrement en béton armé et en fer dur, pour une durée minimale de 100 ans. Il mesure 440 mètres et a une capacité de 50 tonnes,.
Le pont a été inauguré par le président de la république, Joseph Kabila, le 2 septembre 2010, à Lwange Video,.